# Life on a Rock
Life on a Rock é o décimo sexto álbum de estúdio do cantor norte-americano Kenny Chesney, lançado a 30 de Abril de 2013 através da Columbia Records. Chesney co-escreveu oito das treze faixas e co-produziu o trabalho com Buddy Cannon. As sessões de gravação decorreram em Los Angeles, Havaí, Jamaica, Key West, Londres e Nashville. O disco estreou na primeira posição da Billboard 200 dos Estados Unidos com 153 mil cópias vendidas.

## Desempenho nas tabelas musicais

### Posições
| Tabela musical (2013)                     | Melhor posição |
| ----------------------------------------- | -------------- |
| Canadá - Canadian Albums                  | 4              |
| Estados Unidos - Billboard 200            | 1              |
| Estados Unidos - Billboard Country Albums | 1              |